# Cobi Jones
Cobi N'Gai Jones (Detroit, Míchigan, 16 de junio de 1970) es un exfutbolista estadounidense. Actualmente es el jugador que más veces vistió la camiseta de la selección estadounidense con 164 apariciones, donde consiguió 15 goles.
Integró los planteles de su selección en las Copas Mundiales de 1994, 1998 y 2002. También disputó la Copa América 1993 y Copa América 1995.
Después de su retiro, se desempeñó como entrenador asistente con el ex Galaxy club por dos temporadas.

## Biografía
Jones creció en el sur de California. Jugó al fútbol con AYSO a partir de los 5 años en Westlake, California.
Después de graduarse de la secundaria Westlake, Jones emergió como un jugador talentoso en la universidad, haciendo que la UCLA como jugador no becado del equipo de fútbol, en última instancia, se convirtió en uno de sus más exitosos egresados que juegan al fútbol. Mientras asistía a la UCLA, Jones fue miembro de Lambda Chi Alpha, una fraternidad internacional.

## Trayectoria
Después de jugar en la Copa Mundial de Fútbol de 1994, celebrada en los Estados Unidos, firmó en el Coventry City de la Premier League de Inglaterra, donde pasó una temporada. Jones entrenó con el FC Köln de la Bundesliga de Alemania, antes de unirse al club brasileño Vasco da Gama después de impresionantes actuaciones con la selección de los Estados Unidos en la Copa América 1995. Luego de sólo unos meses en Brasil, firmó con la nueva franquicia Los Angeles Galaxy de los Estados Unidos para la temporada inaugural de la Major League Soccer.
El mejor año de Jones con Los Angeles Galaxy se produjo en 1998, donde fue segundo en la MLS con 51 puntos (19 goles y 13 asistencias), fue nombrado a la MLS Best XI, y fue también llamado Fútbol Atleta del Año. En 2005, se convirtió en el último jugador en la MLS para permanecer con su equipo original desde 1996. El 19 de marzo de 2007 anunció que se retiraría después de la temporada. Jugó su último partido con el Galaxy el 21 de octubre de 2007. El club retiró su número 13, por lo que es el primer número retirado en la historia de la MLS. Jones terminó su carrera con Los Angeles Galaxy con 306 partidos y 70 goles.

## Selección nacional
Jones es el futbolista con más partidos disputados en la historia de la selección estadounidense, con 164 partidos y marcó 15 goles. Jugó para el equipo en la Copa del Mundo 1994, 1998 y 2002. Fue nombrado en el Once Ideal en la Copa de Oro de la Concacaf 2000 y ganó con la selección nacional la Copa de Oro de la Concacaf 2002. También representó a su país en los Juegos Olímpicos de 1992 Summer en Barcelona. Después de jugar en 1995 la Copa América, también se convirtió en un jugador popular en América Latina debido al apodo utilizado por un comentarista argentino llamarlo: "Escobillón" ("swab"), debido a su peinado de rastas y la pronunciación similar de su nombre, es Cobi Jones, y la palabra "escobillón".

### Participaciones en Copas del Mundo
| Mundial                        | Sede                  | Resultado        |
| ------------------------------ | --------------------- | ---------------- |
| Copa Mundial de Fútbol de 1994 | Estados Unidos        | Octavos de final |
| Copa Mundial de Fútbol de 1998 | Francia               | Fase de grupos   |
| Copa Mundial de Fútbol de 2002 | Corea del Sur y Japón | Cuartos de final |

### Participaciones en Copas de Oro
| Torneo                          | Sede           | Resultado        |
| ------------------------------- | -------------- | ---------------- |
| Copa de Oro de la Concacaf 2000 | Estados Unidos | Cuartos de final |
| Copa de Oro de la Concacaf 2002 | Estados Unidos | Campeón          |

### Participaciones en Juegos Olímpicos
| Olimpiadas                            | Sede      | Resultado      |
| ------------------------------------- | --------- | -------------- |
| Juegos Olímpicos de Barcelona de 1992 | Barcelona | Fase de grupos |

### Participaciones en Copa América
| Torneo            | Sede    | Resultado    |
| ----------------- | ------- | ------------ |
| Copa América 1995 | Uruguay | Cuarto lugar |

## Clubes
| Club               | País           | Año       |
| ------------------ | -------------- | --------- |
| Coventry City      | Inglaterra     | 1994-1995 |
| Vasco da Gama      | Brasil         | 1995-1996 |
| Los Angeles Galaxy | Estados Unidos | 1996-2007 |